# Cephalotaxus griffithii
Cephalotaxus griffithii е вид растение от семейство Cephalotaxaceae.

## Разпространение
Това растение е ендемит за Северна Индия, Северен Мианмар и западната провинция Съчуан в Китай.